# Kẻ ăn hồn
Kẻ ăn hồn (tiếng Anh: The Soul Reaper) là một bộ phim điện ảnh Việt Nam ra mắt năm 2023 thuộc thể loại kinh dị –  cổ trang do Trần Hữu Tấn đạo diễn và Hoàng Quân làm nhà sản xuất, được chuyển thể từ tiểu thuyết cùng tên của nhà văn Thảo Trang ra mắt vào năm 2023. Đây là phần tiền truyện của phim truyền hình Tết ở làng địa ngục. Phim có sự tham gia diễn xuất của các diễn viên gồm Hoàng Hà, Võ Điền Gia Huy, Huỳnh Thanh Trực, Lan Phương, Lý Hồng Ân, NSUT Chiều Xuân.
Sau gần một tháng khởi chiếu, tổng doanh thu của bộ phim là 67 tỷ, trở thành phim kinh dị Việt Nam có doanh thu phòng vé cao nhất mọi thời đại, cho tới khi bị Quỷ cẩu vượt mặt.

## Nội dung
Mở đầu phim, nhân vật Tam Quỷ xuất hiện trong vai trò dẫn truyện, giới thiệu về nguồn gốc của cổ thuật “rượu sọ người”. Theo lời Tam Quỷ, để sở hữu cổ thuật này, cần có năm bộ phận của những người mang đặc điểm đặc biệt: đôi chân của kẻ chạy nhanh, đôi tay của kẻ khéo léo, lá gan của kẻ gan dạ, cái đầu của kẻ thông minh và trái tim của kẻ ác độc, cùng với máu tươi của một thiếu nữ. Câu chuyện chuyển sang bối cảnh buổi tối tại làng Địa Ngục, nơi một đám cưới đang được chuẩn bị. Trẻ em trong làng tụ tập đọc bài vè quen thuộc, trong khi Dương rủ nhóm trẻ kêu gọi dân làng đến xem biểu diễn rối nước do anh thực hiện. Cùng thời điểm, Sang và Phong, mặc hỉ phục và đeo mặt nạ chuột, đang trên đường di chuyển. Phong bất ngờ nhìn thấy một người phụ nữ nắm tay một cô gái đi vào làng, nhưng khi báo cho Sang, hình ảnh đó biến mất. Sau khi trấn tĩnh, cả hai tiếp tục đi. Người dân, đặc biệt là trẻ em, vui mừng chào đón cô dâu chú rể. Trong lúc mọi người tụ họp chúc mừng, Phong lại nhìn thấy người phụ nữ, lần này rõ mặt hơn, đang bế một đứa trẻ toàn thân dính máu. Sang kêu gọi dân làng tìm kiếm người phụ nữ, nhưng không có kết quả. Sau đó, Khảm đến chúc mừng đám cưới nhưng biểu hiện không vui. Khi Sang trở về và gặp Khảm, cô tránh mặt rồi đi thẳng về nhà.
Trong lúc Sang và Phong đang ngủ, bên ngoài vang lên một tiếng chuông. Phong thức dậy và nhìn qua cửa sổ, thấy bà Vạn đang lái đò. Khi Phong gọi Sang dậy, hình ảnh này lập tức biến mất. Sáng hôm sau, một người dân phát hiện thi thể Dương với các bộ phận bị chặt rời, riêng đôi tay biến mất. Dân làng bắt đầu điều tra vụ án. Sang nhìn thấy một hình nhân, khiến mọi người hoang mang vì không rõ mối liên hệ giữa hình nhân và vụ án của Dương. Cùng thời điểm, Minh đang bị bệnh và được mẹ nhờ Khảm đến khám. Sau khi khám xong, Minh tỏ ra vui vẻ, còn Khảm rời đi và gặp Phong. Khi trò chuyện, Sang xuất hiện và đưa Phong về. Vài ngày sau, bà Tám Kheo báo tin con gái là bé Hường mất tích. Quá trình tìm kiếm kéo dài nhiều ngày và kết thúc khi thi thể Hường được tìm thấy tại cánh đồng hoa, mất mắt và chân, cạnh đó có một hình nhân tương tự vụ của Dương. Người dân nghi ngờ có kẻ lạ xâm nhập làng. Sau cái chết của Hường, ông Dần trở nên kích động hơn, gặp Phong và nhầm cô là con gái mình. Khảm tiết lộ sự thật khiến ông Dần sốc, bỏ chạy trong trạng thái hoảng loạn. Vài ngày sau, dân làng phát hiện Minh và bà Càn cùng mất tích.
Ngay sau đó, người dân phát hiện thi thể bà Càn tại một bãi nước có màu sắc bất thường, cô được phát hiện là bị mất lá gan và bên cạnh có hình nhân tương tự hai vụ án trước đó. Buổi tối, Phong xảy ra mâu thuẫn với gia đình và Sang. Khi đang ngủ, Phong nghe tiếng động lạ, ra ngoài và nhìn thấy Thập Nương đang ăn những hình nhân. Sau khi bị Thập Nương phát hiện và truy đuổi, Phong chạy về nhà gặp Thị Khôi, nhưng khi kiểm tra lại thì không còn dấu vết. Ngày hôm sau, Ngọ cùng dân làng kéo đến nhà ông Khôi yêu cầu rời khỏi làng. Ông Khôi can ngăn nhưng không được, dân làng rời đi. Tối cùng ngày, một người trong làng bị tấn công, trên mặt đầy máu và nhiều vết thủng. Một số người quay lại làng, trong khi cha của Khảm bị ai đó bóp cổ và Phong có biểu hiện như bị nhập. Sáng hôm sau, Khảm phát hiện cha mình bị chặt đầu và tìm đến gia đình Phong để kiện. Cả làng nghi ông Khôi luyện rượu, Sang ám chỉ Phong là người luyện rượu và đưa ra áo dính máu của Phong làm bằng chứng. Khảm thất vọng, dân làng hành hung và bắt giữ gia đình Phong. Tối hôm đó, Sang mặc lại hỉ phục, đốt cha mẹ vợ. Phong bị trói, ông Dần giải cứu nhưng Phong và Khảm tố cáo Sang là hung thủ đã giết cha Khảm. Sang thừa nhận mình là kẻ luyện rượu và kể lại quá khứ: sau khi mẹ bị "mồ hôi máu" và qua đời, Sang bị tổn thương tâm lý và muốn trả thù dân làng vì họ đã không giúp mẹ anh sống sót. Thập Nương bắt đầu xuất hiện, giới thiệu cổ thuật “rượu sọ người” với điều kiện lấy 5 mạng đổi một bình rượu, Sang lấy xác, Thập Nương lấy hồn. Để thực hiện, Sang phải cưới người mang dòng máu thuần âm để xác định năm mục tiêu. Khi câu chuyện kết thúc, Sang gọi Thập Nương và yêu cầu trả rượu sọ người. Hắn tiếp tục đốt nhà ông bà Khôi, ngay sau đó, ông Dần ngăn cản nhưng cũng bị Sang giết chết. anh bắt đầu truy đuổi Phong, nhưng khi đang chạy, Phong phát hiện Minh đang hiến máu. Sang định tấn công nhưng không thành, và bị Phong đâm lại. Sang sau đó được lên thuyền của bà Vạn. Tuy nhiên, Thập Nương lại tiếp tục xuất hiện và đến gần Phong, máu chảy vào miệng cô. Thấy hình nhân của Sang, Thập Nương liền chạy đến để ăn, tuy nhiên, nhân cơ hội, Phong đã ném đuốc của bà xuống bể máu khiến bà bị đom đóm đỏ tấn công và biến mất. Cuối cùng, Sang thành công lên đò, còn Minh được cứu và đoàn tụ với gia đình.
Những ngày sau, vì Thập Nương đã biến mất, nên một số dân làng đã rời khỏi làng. Tuy nhiên, vẫn có một số người đã chọn ở lại. Phong thì sống một mình và mang thai sau khi Sang mất, còn Khảm thì quyết định cưới Minh. Kết thúc bộ phim.

## Diễn viên
- Hoàng Hà vai Cô Phong
- Võ Điền Gia Huy vai Cậu Sang
- Huỳnh Thanh Trực vai Cậu Khảm
- Lan Phương vai Thập Nương
- NSƯT Chiều Xuân vai bà Tám Kheo
- Thanh Dương vai ông Tám Kheo
- Nguyễn Hữu Tiến vai ông Dần
- Nguyễn Nghinh Lộc vai bà Càn
- Lý Hồng Ân vai Cô Minh
- Nguyễn Phước Lộc vai Thằng Ngọ
- NSND Ngọc Thư vai Thị Khôi (mẹ kế của Phong)
- Viết Liên vai ông Khôi (bố của Phong)
- NSƯT Tiến Mộc vai ông Mộc Tang
- Huỳnh Phú vai ông Chấn (bố của Khảm)
- Bé An An vai bé Hường (em của Minh)
- Đức Ngọc Vũ vai cậu Dương
- Mai Hương vai bà Âm (mẹ ruột của Phong)
- Huyền Sâm vai bà Lan (mẹ của Sang)
- Hoàng Thoa vai bà Vạn
- Võ Tấn Phát vai Người kể chuyện (Tam Quỷ)
- Và một số diễn viên khác...

## Phát hành

### Quảng bá
Vào ngày 7 tháng 11 năm 2023, đơn vị sản xuất bất ngờ tung áp phích đầu tiên của một tác phẩm điện ảnh mang tên Kẻ ăn hồn, cho thấy hình ảnh một đám cưới chuột kỳ dị. Đồng thời, teaser trailer của bộ phim cũng được phát hành. Ngoài ra, nhà sản xuất cho biết đây là phần tiền truyện của phim truyền hình Tết ở làng địa ngục, và vì hiệu ứng lan tỏa từ thành công trước đó của bộ phim truyền hình mà Kẻ ăn hồn đã nhanh chóng thu hút sự chú ý của công chúng. Gần một tháng sau, phim chính thức phát hành áp phích và trailer chính thức. Trong đoạn giới thiệu, phim tiết lộ về quá trình điều chế rượu sọ người, một hình thức cổ thuật dân gian từng tồn tại tại làng Địa Ngục.

### Công chiếu
Ban đầu, Kẻ ăn hồn được ấn định sẽ khởi chiếu chính thức vào ngày 8 tháng 12 năm 2023. Tuy nhiên, trước một ngày so với lịch chiếu dự kiến (tức ngày 7 tháng 12), đơn vị sản xuất ProductionQ - Creative House đã bất ngờ thông báo về việc hoãn phát hành bộ phim. Theo thông báo, quyết định này được đưa ra nhằm đảm bảo tác phẩm được hoàn thiện tốt hơn về mặt nội dung và kỹ thuật trước khi ra mắt khán giả. Do thông báo hoãn chiếu được đưa ra quá sát ngày ra mắt, quyết định này đã gây ra một cuộc tranh cãi lớn trong cộng đồng khán giả và người yêu điện ảnh. Nhiều ý kiến trái chiều xuất hiện trên mạng xã hội, chỉ trích sự thiếu chuyên nghiệp trong khâu phát hành phim.
Gần một tuần sau, vào ngày 13 tháng 12 năm 2023, Kẻ ăn hồn chính thức được công bố sẽ trở lại rạp vào ngày 15 tháng 12 năm 2023 trên toàn quốc. Ngoài ra, phim còn có các suất chiếu đặc biệt từ 18 giờ ngày 14 tháng 12 năm 2023.

## Đón nhận

### Doanh thu phòng vé
Kẻ ăn hồn bắt đầu mở bán vé sau khi thông báo đã vượt qua khâu kiểm duyệt và sẽ có suất chiếu sớm. Trong tối hôm sau, phim thu hơn 4 tỷ đồng từ các suất chiếu này. Ngày 15, phim chính thức khởi chiếu, ghi nhận doanh thu gần 8 tỷ đồng, tương đương khoảng 100.000 vé sau ngày đầu tiên. Sau ba ngày, doanh thu đạt 30 tỷ đồng. Sau gần một tuần, lượng vé bán ra tăng từ 400 nghìn lên 700 nghìn, tương ứng doanh thu khoảng 52,5 tỷ đồng. Cuối cùng, kết thúc tuần đầu tiên, phim ghi nhận tổng doanh thu là 55 tỷ đồng. Sau gần một tháng khởi chiếu, phim rời rạp với tổng doanh thu 67 tỷ đồng, trở thành phim điện ảnh Việt Nam có doanh thu cao nhất dịp cuối năm 2023, đồng thời giữ kỷ lục là phim kinh dị Việt Nam ăn khách nhất trong lịch sử phòng vé, trước khi bị Quỷ cẩu vượt qua.
Ngoài những thành tích trong nước, bộ phim còn đạt những thành tích đáng kể trong thị trường quốc tế. Cụ thể, vào khoảng cuối tháng 1 năm 2024, phim đã đứng đầu doanh thu phòng vé trong tuần tại Myanmar đối với thể loại phim nước ngoài. Ngay sau đó, vào ngày 24 tháng 2 cùng năm, tác phẩm chính thức trở thành phim Việt Nam có doanh thu cao nhất mọi thời đại tại thị trường này. Khoảng ba ngày sau, tức ngày 27 tháng 2, bộ phim cũng lập kỷ lục về doanh thu phòng vé trong ngày tại Campuchia.
Và ngày 15 tháng 3 năm 2024, bộ phim chính thức có mặt trên nền tảng phim ảnh Netflix.

### Giải thưởng
| Năm  | Giải thưởng                             | Hạng mục                                                          | Đề cử           | Kết quả | Nguồn |
| ---- | --------------------------------------- | ----------------------------------------------------------------- | --------------- | ------- | ----- |
| 2023 | WeChoice Awards 2023                    | Phim điện ảnh của năm                                             | Kẻ ăn hồn       | Đề cử   | [ 5 ] |
| 2024 | Liên hoan phim Châu Á Đà Nẵng lần thứ 2 | Phim hay nhất - Hạng mục phim Việt Nam dự thi                     | Kẻ ăn hồn       | Đề cử   | [ 6 ] |
| 2024 | Liên hoan phim Châu Á Đà Nẵng lần thứ 2 | Diễn viên nam chính xuất sắc nhất - Hạng mục phim Việt Nam dự thi | Võ Điền Gia Huy | Đề cử   | [ 6 ] |

## Đánh giá
Theo Kenh14, Kẻ Ăn Hồn tiếp nối được tinh thần kinh dị đậm màu dân gian của Tết Ở Làng Địa Ngục, mang đến một phần tiền truyện tạm đáp ứng được sự mong mỏi của khán giả và fan. Tuy nhiên, phim cũng để lại nhiều thắc mắc bỏ ngỏ, những chi tiết “râu ria” dư thừa rơi rớt lại sau khi cao trào qua đi, cũng là những điểm chưa tốt mà chắc chắn bộ đôi Hoàng Quân - Trần Hữu Tấn phải gom góp và học hỏi thêm trong những tác phẩm kế tiếp.